# Rozen voor Sandra
Rozen voor Sandra - aan de hand van het refrein vaak Breng die rozen naar Sandra genoemd - is een Nederlandstalig liedje van de Belgische zanger Jimmy Frey uit 1970. en Ronnie Tober uit 1971.

## Versie Jimmy Frey
Het nummer is een vertaalde cover van Roses to Reno en werd geschreven door Billy Sykes en Wayne Walker. De Nederlandse vertaling werd gemaakt door Nelly Byl. Het liedje kende uitzonderlijk veel succes in België, Frankrijk en Spanje, waar het nummer evenals in België goud haalde. De zanger wordt begeleid door het koor Les Nanas en de J.J. Band, de begeleidingsband van het Belgische duo Jess & James.
In totaal nam Jimmy het liedje op in 6 talen en werd het uitgebracht in 14 landen waarvan 4 in Zuid-Amerika.
De B-kant van de single uit 1971, was het liedje Waar de Zon Schijnt. Daarnaast verscheen het nummer op zijn album Jimmy Frey ('70).

## Versie Ronnie Tober
De Nederlandse zanger Ronnie Tober nam dit lied ongewijzigd op in 1971 en het werd een hit in Nederland. Tober wordt begeleid door een orkest onder leiding van Jack Bulterman. Deze versie werd geproduceerd door de vrouwelijke opnameleider Rine Geveke. Op de B-kant stond het nummer Angelique.